# Ingeborg-Bachmann-Preis 2015
Der Ingeborg-Bachmann-Preis 2015 war der 39. Wettbewerb um den Literaturpreis im Rahmen der Tage der deutschsprachigen Literatur. Die Veranstaltung fand vom 1. bis 5. Juli 2015 im Klagenfurter ORF-Theater des Landesstudios Kärnten statt und wurde von Christian Ankowitsch moderiert. Den Juryvorsitz hatte zum ersten Mal der Journalist und Literaturkritiker Hubert Winkels inne. Er folgte auf Burkhard Spinnen.

## Autoren

### Erster Lesetag
- Katerina Poladjan: Es ist weit bis Marseille, eingeladen von Meike Feßmann
- Nora Gomringer: Recherche, eingeladen von Sandra Kegel
- Saskia Hennig von Lange: Hierbleiben, eingeladen von Sandra Kegel
- Sven Recker, BROT, BROT, BROT, eingeladen von Meike Feßmann
- Valerie Fritsch: Das Bein, eingeladen von Klaus Kastberger

### Zweiter Lesetag
- Peter Truschner: RTL-Reptil, eingeladen von Stefan Gmünder
- Michaela Falkner: Krieger sein Bruder sein – Manifest 47, eingeladen von Klaus Kastberger
- Tim Krohn: Zum Paradies, eingeladen von Juri Steiner
- Monique Schwitter: Esche, eingeladen von Hildegard E. Keller
- Ronja von Rönne: Welt am Sonntag, eingeladen von Hubert Winkels

### Dritter Lesetag
- Jürg Halter: Erwachen im 21. Jahrhundert, eingeladen von Juri Steiner
- Anna Baar: Die Farbe des Granatapfels, eingeladen von Stefan Gmünder
- Teresa Präauer: Oh, Schimmi, eingeladen von Hubert Winkels
- Dana Grigorcea: Das primäre Gefühl der Schuldlosigkeit, eingeladen von Hildegard E. Keller

## Juroren
- Meike Feßmann
- Stefan Gmünder
- Klaus Kastberger
- Sandra Kegel
- Hildegard Elisabeth Keller
- Juri Steiner
- Hubert Winkels (Juryvorsitz)

## Preise
- Ingeborg-Bachmann-Preis (dotiert mit 25.000 Euro): Nora Gomringer
- Kelag-Preis (dotiert mit 10.000 Euro): Valerie Fritsch
- 3sat-Preis (7.500 Euro): Dana Grigorcea
- BKS-Bank-Publikumspreis (dotiert mit 7.000 Euro): Valerie Fritsch[1]
- Stadtschreiber-Stipendium der Stadt Klagenfurt (5.000 Euro; gekoppelt an den Publikumspreis): Valerie Fritsch[1][2]